# Aspidimerus
Aspidimerus (лат.) — род жуков из семейства божьих коровок (триба Aspidimerini, Scymninae). Южная и Юго-Восточная Азия. Около 15 видов.

## Распространение
Южная и Юго-Восточная Азия: Вьетнам, Индия, Лаос, Мьянма, Китай, Таиланд, Шри-Ланка.

## Описание
Мелкие жесткокрылые насекомые с овальной выпуклой сверху формой тела, длина тела от 2,8 до 5,0 мм. Чёрно-бурые с оранжево-жёлтыми отметинами. Жгутик усика состоит из 8 или 9 члеников. Скутеллюм субтреугольный. Близок к роду Cryptogonus. Род был впервые выделен в 1850 году французским энтомологом Этьеном Мюльсаном (Étienne Mulsant; 1797—1880).
- Aspidimerus birmanicus (Gorham, 1895)[2]
- Aspidimerus chapaensis Hoàng, 1982[3]
- Aspidimerus decemmaculatus Pang & Mao, 1979[4]
- Aspidimerus esakii  Sasaji, 1968[5]
- Aspidimerus guangxiensis  Yu, 2004[6]
- Aspidimerus kabakovi  Hoàng, 1982[3]
- Aspidimerus laokayensis  Hoàng, 1982[3]
- Aspidimerus menglensis  Huo & Ren, 2013
- Aspidimerus mouhoti  Crotch, 1874
- Aspidimerus nigritus  (Pang & Mao, 1979)[4]
- Aspidimerus nigrovittatus Motschulsky, 1866[7]
- Aspidimerus ruficrus Gorham, 1895[2]
- Aspidimerus spencii Mulsant, 1850[8]
- Aspidimerus zhenkangicus Huo & Ren, 2013